# Mayetiola joannisi
Mayetiola joannisi är en tvåvingeart som beskrevs av Jean-Jacques Kieffer 1896. Mayetiola joannisi ingår i släktet Mayetiola och familjen gallmyggor. Inga underarter finns listade i Catalogue of Life.